# Île Guadalupe
Pour les articles homonymes, voir Guadalupe.
Ne doit pas être confondu avec la Guadeloupe.
L’île Guadalupe est une île volcanique mexicaine de l’océan Pacifique située à 252 km à l'ouest-sud-ouest des côtes de la péninsule de Basse-Californie. C'est le point le plus à l’ouest du territoire mexicain. Elle appartient administrativement à la municipalité d'Ensenada dans l’État de Basse-Californie.

## Géographie
L’île mesure 35 km de long et 9,5 km de large pour une superficie totale de 243,9 km2 . La chaîne volcanique atteint 1 298 mètres d'altitude au mont Augusta au nord de l’île.
C'est une réserve naturelle mexicaine. On y trouve plusieurs espèces animales et végétales spécifiques, et c'est l'une des rares zones de migration du grand requin blanc, notamment pour la quantité de nourriture fournie par la vallée des thons, une des spécificités de l'île. Elle fait partie avec les Channel Islands de Californie, de l'écorégion américaine chaparral et forêts claires de Californie.

### Flore et faune

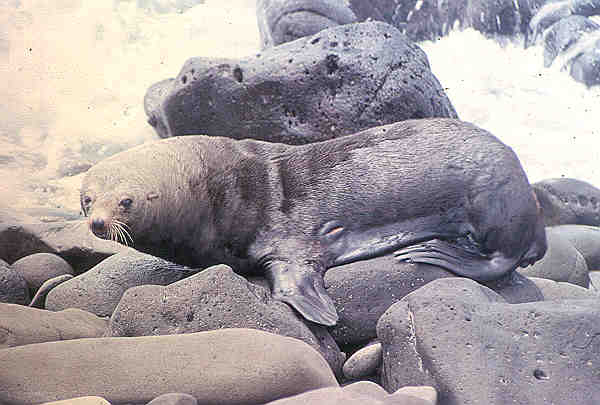
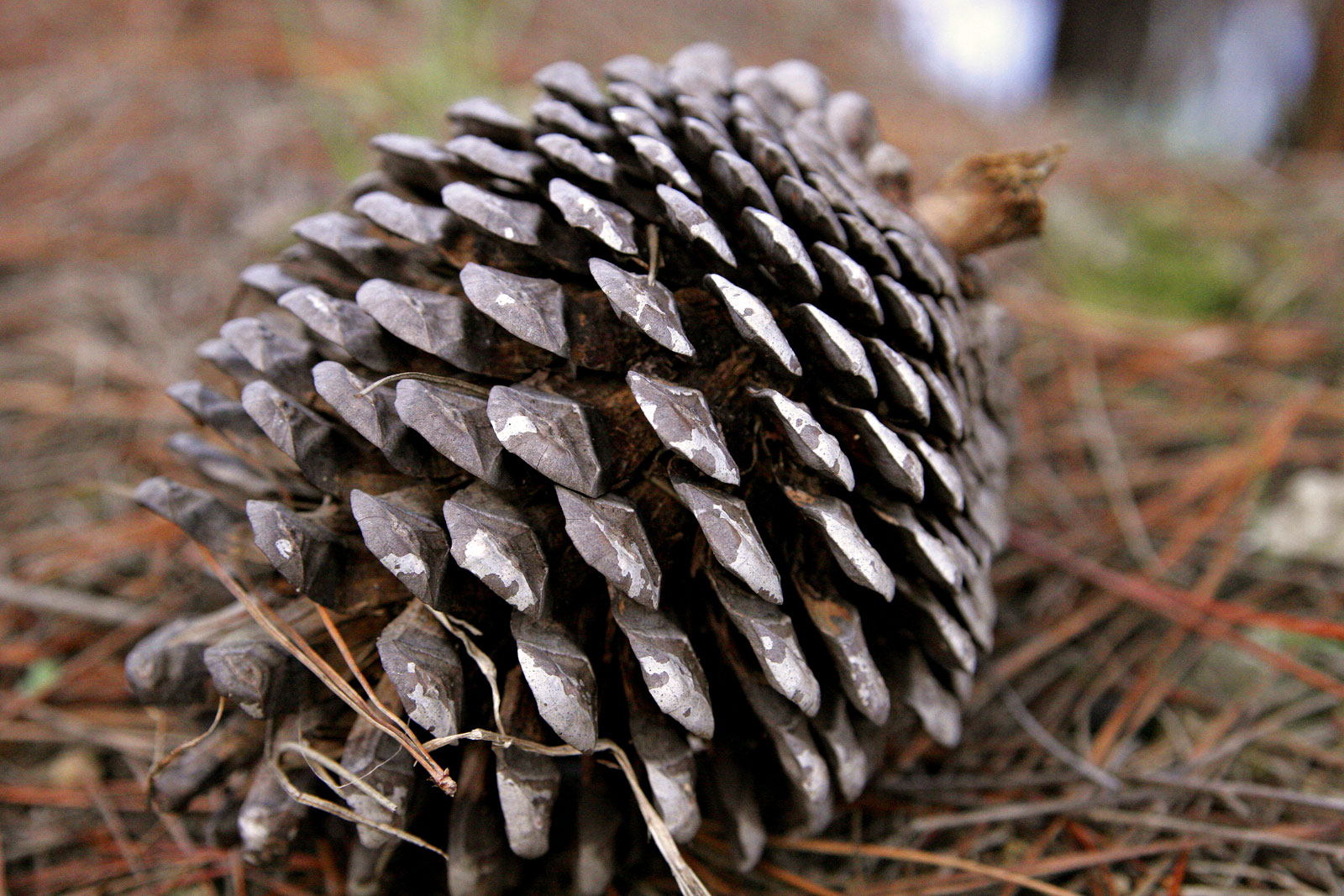
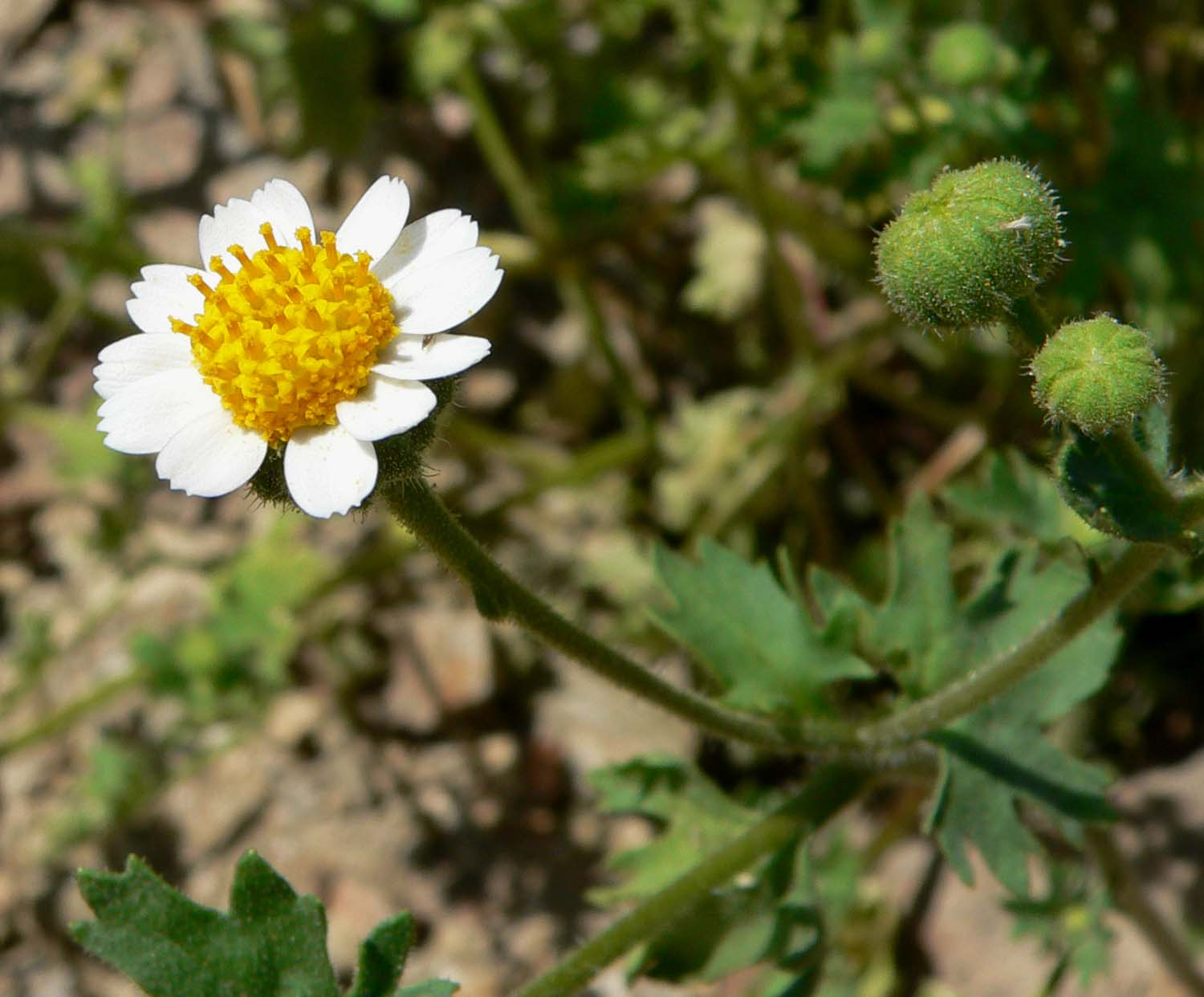
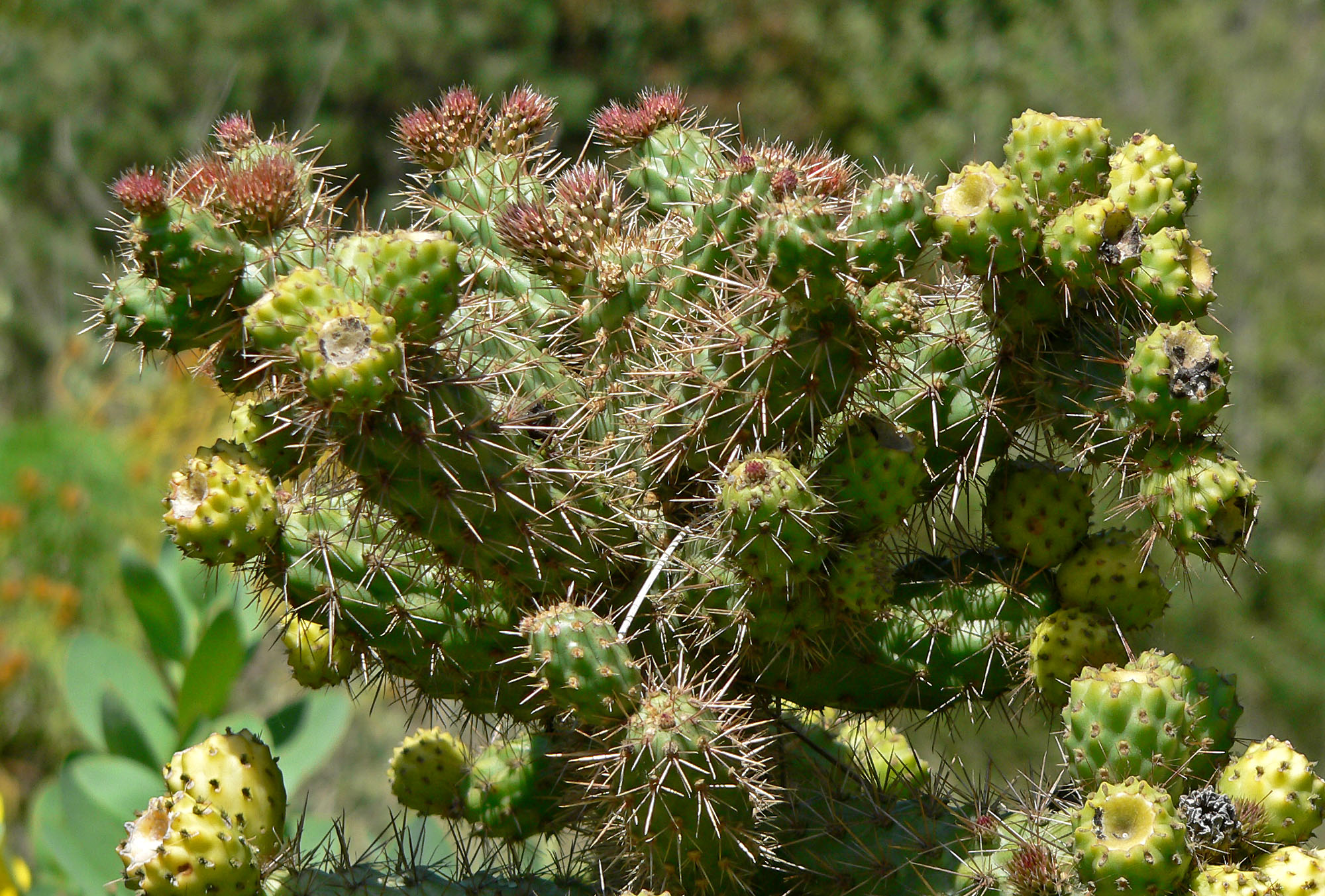
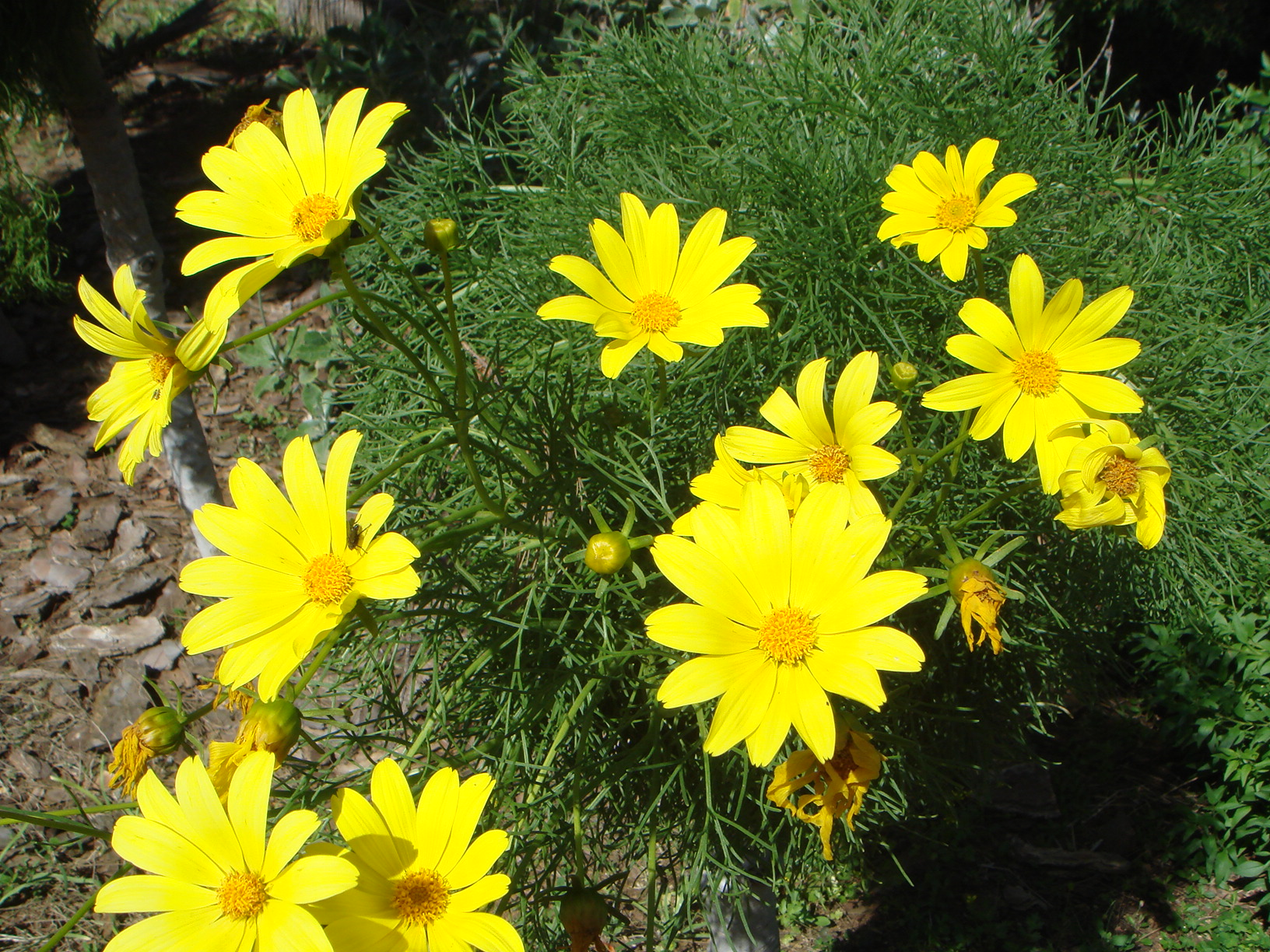
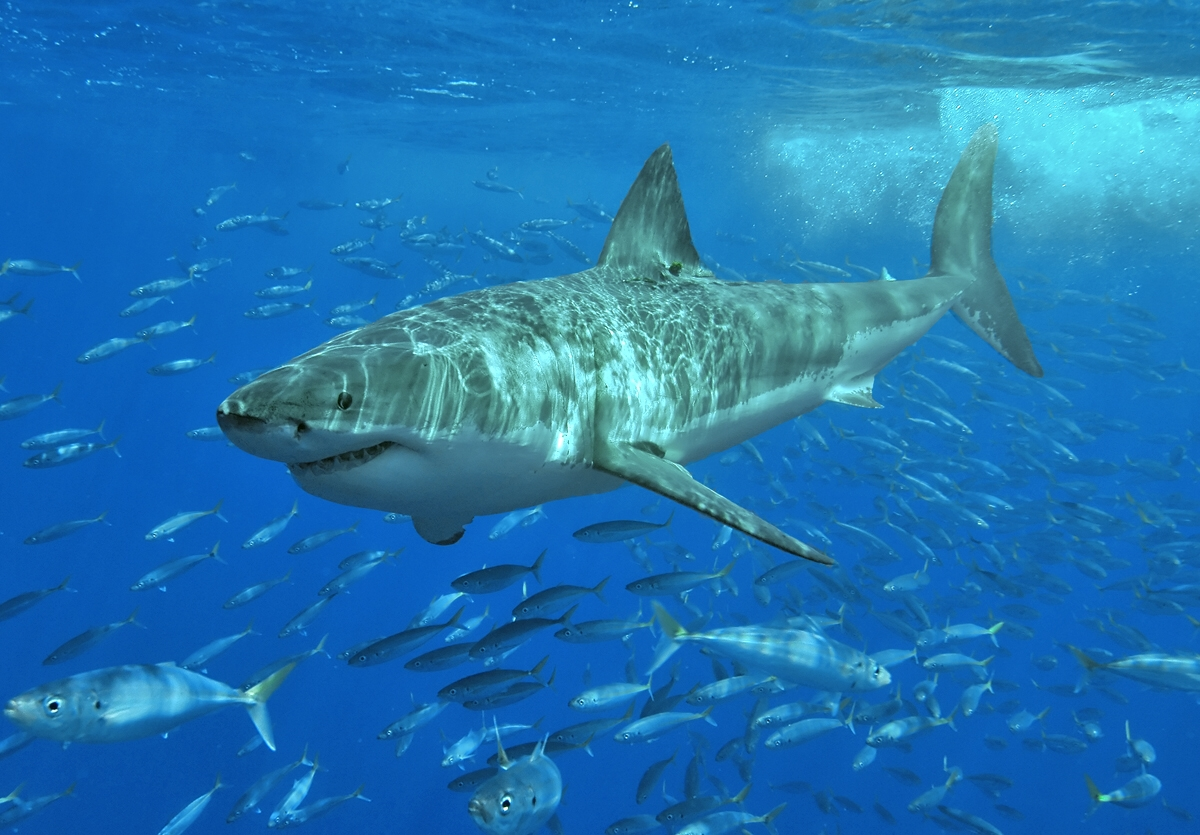

## Histoire
Le groupe autochtone Cochimí (en) était probablement le premier à arriver sur l'île de Guadalupe. Avec une forte culture maritime, il serait arrivé il y a plus de 11 000 ans.
En 1533, Fortún Ximénez fut le premier Européen à débarquer en Basse Californie, bien qu'il n'ait pas dépassé l'actuelle ville de La Paz. Francisco de Ulloa est arrivé aussi loin au nord que l'île Cedros en 1539, ce qui l'a rapproché, mais pas tout à fait! Juan Rodriguez Cabrillo a terminé la reconnaissance de la côte ouest en 1542, suivie d'une deuxième enquête plus détaillée par Sebastian Vizcaino en 1602.